# Кемеровская ТЭЦ
Кемеровская ТЭЦ — предприятие Кемерово, АО «Кемеровская генерация», входит в Группу «Сибирская генерирующая компания» (СГК).
Кемеровская ТЭЦ – одна из старейших тепловых станций областного центра Кузбасса.  Станция обеспечивает теплом и горячей водой Кировский и часть Рудничного района Кемерово. В настоящее время установленная электрическая мощность Кемеровской ТЭЦ составляет 80 МВт, тепловая мощность – 749 Гкал/час.
На электростанции установлено 8 котельных агрегатов паропроизводительностью от 85 до 220 тонн пара в час, а также 4 турбогенератора мощностью от 10 до 30 МВт. Основным видом топлива Кемеровской ТЭЦ является каменный уголь Кузбасского угольного бассейна.
Директор - Кириллов Сергей Васильевич.
Главный инженер - Денисов Василий Николаевич.

## История
Апрель1935 года - начало строительства Кемеровской ТЭЦ в составе крупного химического комбината «Прогресс».
04.10.1939 - пуск котлоагрегата № 1.
С началом Великой Отечественной войны в Кировский район города были эвакуированы  оборонные предприятия, поэтому в эти же годы началось расширение мощностей теплоэлектроцентрали. Всего только за два первых военных года, 1941-1942 гг., на промышленных площадках в Кировском районе города Кемерово ввелись в эксплуатацию 345 промышленных зданий. И все они получали электрическую и тепловую энергию от Кемеровской ТЭЦ. В связи с этим началось ее расширение. Введено в эксплуатацию 5 котлоагрегатов и 5 турбогенераторов. Мощность ТЭЦ в короткий срок с 6 МВт была доведена до 43 МВт.
1948 год - коллективом Кемеровской ТЭЦ завершены работы по восстановлению изношенных интенсивной эксплуатацией в годы Великой Отечественной войны оборудования, зданий и сооружений
С 1954 года начались работы по дальнейшему расширению ТЭЦ, модернизации и замене устаревшего оборудования. В 1976 году теплоэлектроцентраль переведена на выработку электроэнергии по теплофикационному графику.
2000 - 2004 годы - введены в эксплуатацию турбоагрегаты № 7 и № 4 типа ПТР-30-2,9/0,6.
2006 - 2007 годы, проведена реконструкция котлоагрегатов № 11 и № 10 для сжигания пыли высокой концентрации и уменьшения окислов азота;
2008 год - произведена замена трансформатора блока генератора – трансформатор № 7.
В 2007—2008 годах был  реализован инвестиционный проект по  строительству тепломагистрали от Кемеровской ТЭЦ в Рудничный район Кемерово. Протяженность всей тепломагистрали — 12,6 км, длина трубопроводов — 23,2 км. Это позволило загрузить Кемеровскую ТЭЦ в более эффективном тепловом режиме и компенсировать ту нагрузку, которую раньше Кемеровская ТЭЦ выдавала промышленным предприятиям города.  
2009-2012 годы - проведена реконструкция бойлерных установок № 2 и № 3 и станционных трубопроводов, заменены баки разрядки теплосети.
2013 год - модернизация газового хозяйства котлоагрегата № 9 с установкой современного оборудования, позволяющего осуществлять автоматический розжиг газовой горелки.

## Адрес
- 650001, Россия, г. Кемерово, ул. Кировская, 1.